# Уильямс, Уильям Пантицелин
Уильям Уильямс Пантицелин, также известный как Уильям Уильямс, Уильям Пантицелин и Пантицелин (англ. William Williams Pantycelyn, 11 февраля 1717, Поуис, Уэльс — 11 января 1791, Кармартеншир, Уэльс) — один из крупнейших валлийских поэтов и прозаиков, автор многих известных религиозных гимнов.
Видный литературный деятель Уэльса. Один из лидеров валлийского методистского возрождения XVIII века.

## Биография
Родился на небольшой ферме. Первоначально изучал медицину, но отказался от учёбы ради богословия. Рукоположен в сан диакона англиканской церкви. После отказа посвящения в сан священника, примкнул к кальвинистам методистской церкви (кальвинистским методистам). Был убеждённым сторонником кальвинистской Реформации и выступал против последователей арминианства, арианства и социнианства и других учений.
Много путешествовал по всему Уэльсу, проповедуя учение кальвинистских методистов. Умер в 1791 году.

## Творчество
Уильямс писал свои религиозные гимны, главным образом, на валлийском языке. Они по-прежнему в значительной степени используются при проведении различных религиозных мероприятий в Уэльсе. Многие из его гимнов были собраны и опубликованы на английском языке. Наиболее известные поэтические произведения «Осанна Сыну Давидову» и «Глория in excelsis» .

## Избранные произведения

### Гимны на валлийском языке
- Hosanna i Fab Dafydd (англ. Hosannah to the Son of David, 1751).
- Rhai hymnau a chaniadau duwiol (англ. Some hymns and divine songs, 1759).
- Caniadau y rhai sydd ar y môr o wydr (англ. The songs of those on the crystal sea, 1762).
- Ffarwel weledig, groesaw anweledig bethau (англ. Farewell seen, and welcome unseen things, 1763).
- Gloria in excelsis (1771).
- Ychydig hymnau (англ. A few hymns, 1774).
- Rhai hymnau newyddion (англ. Some new hymns, 1782).

### Поэзия
Автор двух поэм на богословские и религиозные темы.
- Golwg ar deyrnas Crist (англ. A view of Christ’s kingdom, 1756)
- Bywyd a marwolaeth Theomemphus (англ. Life and death of Theomemphus,1764).

### Проза
- Llythyr Martha Philopur at y Parchedig Philo Evangelius eu hathro (англ. Martha Philopur’s letter to the Reverend Philo Evangelius her teacher, 1762)
- Atteb Philo-Evangelius i Martha Philopur (англ. Philo-Evangelius’s reply to Martha Philopur, 1763).